# Neolythria postmarginata
Neolythria postmarginata är en fjärilsart som beskrevs av Rudolf Beyer 1958. Neolythria postmarginata ingår i släktet Neolythria och familjen mätare. Inga underarter finns listade i Catalogue of Life.